# Theodor Körner (författare)

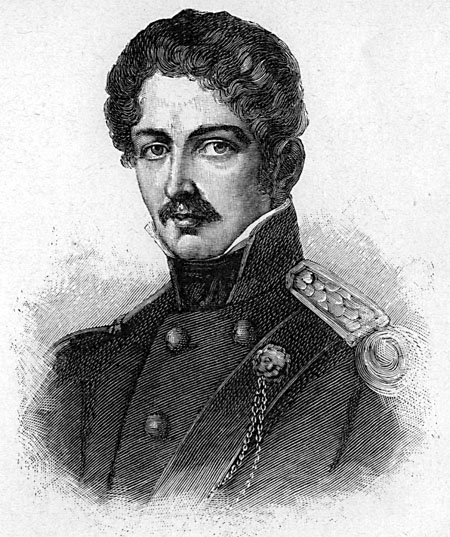
Carl Theodor Körner.

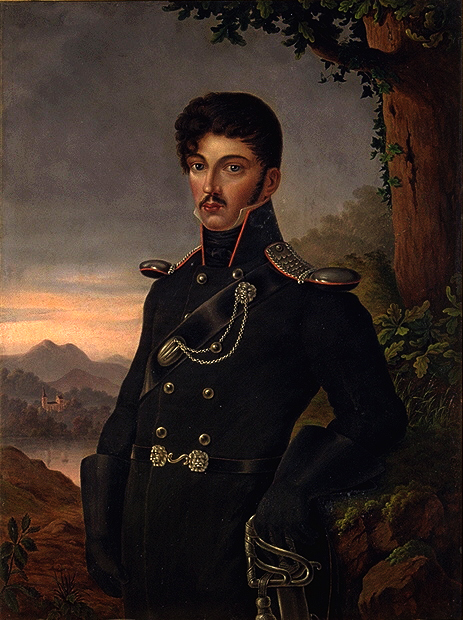
Porträtt (1813–14) av Emma Sophie Körner.

Carl Theodor Körner, född 23 september 1791, död 26 augusti 1813, var en tysk poet.

## Biografi
Körner föddes i Dresden som son till en jurist, Christian Gottfried Körner, och Anna Wilhelmine Jacobine (Minna) Stock Körner. Hans far var vän och välgörare till Schiller, som också en tid bodde i familjens hem. Schillers påverkan på Körners diktning är också tydlig. Hans mor var dotter till en kopparstickare, hos vilken den unge Goethe lärt sig teckna. Han syster var den kända målarinnan Emma Sophie Körner .
Familjens sociala liv hade stort inflytande på den unge Körner. Utöver Schiller hade familjen starka band till Goethe, Heinrich von Kleist, greve Geßler, Friedrich Nicolai, Wilhelm och Alexander von Humboldt, Novalis och bröderna August Wilhelm och Friedrich Schlegel.
Körner ärvde en musikalisk talang efter sin far och båda sjöng senare i Zelterschen Liedertafel och i Wien i Streichers Chor. Han behärskade också flera instrument, bland andra gitarr.
Hans diktartalanger blev snart uppenbara. Dikter som ”An Augusten”, ”An Theresen”, ”An Henriette” vittnar om att knappast någon av systerns vänner undgick en hyllning i diktform.
Han utbildade sig inom geologi och bergsvetenskap och flyttade till Wien. Där författade han en rad dramer, operor och komedier, liksom en mängd poesi. Hans uppmärksammade diktning medförde att han utnämndes till hovpoet.
Han lämnade Wien 1813 och anslöt sig till Lützowschen Freikorps (Lützows frikår) som var en frivilligkår inom den preussiska armén under frihetskriget, ledd av major von Lützow. Under kriget fortsatte Körner ett flitigt skrivande.

## Verk

### Dikter
- Die Monatssteine (1810)
- Harras, der kühne Springer (Ballade, 1810)
- Knospen (diktsamling 1810)
- Zwölf freie deutsche Gedichte (1813)
- Leyer und Schwerdt (diktsamling, 1814 – postum)
  - Schwertlied (Svärdssång)

### Psalmer
- Fader, vi bedja dig, Värdes till osz din wälsignelse dela nr 403 i Hemlandssånger 1891, nr 130 i Lilla Psalmisten 1909. Finns på Wikisource.

### Teater
- Der Kampf mit dem Drachen (sångspel, 1811)
- Das Fischermädchen (opealibretto, 1811)
- Die Braut (komedi, 1811)
- Der grüne Domino (komedi, 1811)
- Der Nachtwächter (komedi, 1812)
- Der Vetter aus Bremen (komedi, 1812)
- Toni (drama, 1812)
- Die Sühne (drama, 1812)
- Rosamunde (drama, 1812)
- Zriny (drama, 1812)
- Der vierjährige Posten (Libretto, 1812)
- Die Gouvernante (komedi, 1813)
- Joseph Heyderich oder deutsche Treue (tragedi, 1813)
- Brinn (tragedi, 1896)

### Berättelser
- Hans Heilings Felsen (1811)
- Die Harfe (1811)